# Заречье-Одинцово
«Заречье-Одинцово» — российский женский волейбольный клуб из Московской области. Основан в 1987 году. Входит в структуру Государственного автономного учреждения Московской области «Центр спортивной подготовки по игровым видам спорта № 6», наряду с мужским волейбольным клубом «Искра» и командами по пляжному волейболу «Подмосковье».

## История
Инициатором создания женской команды в Одинцове в 1987 году был Сергей Кушнарёв, директор совхоза «Заречье». Первый большой успех к коллективу пришёл в 1995-м, когда подмосковные волейболистки выиграли Кубок России, а ещё через год состоялся дебют команды в Суперлиге.
В 2003 году в «Заречье» сформировался тренерский тандем Павел Матиенко — Вадим Панков, клуб получил поддержку от правительства Московской области. В команду стали приглашаться легионеры высокого класса: американка Патрисия Аррингтон и сербка Светлана Илич, а через год — бразильянка Татьяна Дос Сантос и россиянка с турецким паспортом Наталья Ханикоглу. В сезоне-2004/05, когда в команде также дебютировали перешедшие из «Уралочки» Наталья Сафронова и Татьяна Горшкова, «Заречье» осталось в шаге от первых в своей истории медалей российской Суперлиги, уступив в матче за 3-е место «Финала четырёх» «Балаковской АЭС».
В следующем чемпионате подмосковный коллектив боролся уже за золото, но проиграл финальную серию столичному «Динамо». В 2005 году «Заречье» впервые выступило на европейской арене: команда дошла до четвертьфинала Кубка CEV, где проиграла опять же «Балаковской АЭС». Блестящий сезон провели Жанна Проничева, бразильянка Ракел да Силва, настоящим лидером коллектива после ухода Ханикоглу в «Динамо» стала Наталья Сафронова, а центральная Юлия Меркулова получила приглашение в сборную России.
В сезоне-2006/07 «Заречье» выступило менее удачно, заняв 5-е место, но снова подтвердило завоёванную ещё в середине 1990-х репутацию «грозы авторитетов», в пятый раз став победителем Кубка страны. Команда добралась до финала Кубка CEV, где в трёх партиях уступила итальянской «Перудже», ведомой лидерами сборной Бразилии Фофан и Валевской. Концовку сезона «Заречье» проводило без своего бессменного на протяжении 12 лет наставника — заслуженный тренер России Павел Матиенко был тяжело болен, а 6 июля 2007 года его не стало.
В межсезонье клуб провёл впечатляющую селекцию. Состав команды пополнили лучшая волейболистка Европы 2006 года и чемпионка мира Любовь Соколова, опытная украинская связующая Ирина Жукова, вместо польки Мариолы Зеник на позицию либеро была приглашена ещё одна чемпионка мира из России, Светлана Крючкова. В канун 2007 года «Заречье» в тяжелейшем финальном матче вырвало у столичного «Динамо» победу в Кубке России, а весной 2008-го подопечные Вадима Панкова не оставили этому же сопернику шансов на золотые медали чемпионата России, всухую выиграв финальную серию. В год дебюта в Лиге чемпионов «Заречье» стало её финалистом. Многоопытная «Перуджа» россиянкам снова оказалась не по зубам — 1:3.
Перед началом сезона-2008/09 «Заречье» подписало контракт с олимпийской чемпионкой Пекина Валевской, но испытало и потрясение, связанное со переходом в «Динамо» Натальи Сафроновой. На старте чемпионата команда, ослабленная из-за травмы основной связующей Ирины Жуковой, проиграла своим конкурентам в борьбе за медали — «Динамо» и «Уралочке», позднее неудачи продолжились. Досрочно пришлось попрощаться с надеждой на успешное выступление в Лиге чемпионов — волейболистки из Одинцова проиграли двухматчевое противостояние «раунда двенадцати» итальянскому «Скаволини». Зато к решающим матчам чемпионата страны команда вышла на пик формы и дала бой в финале безоговорочному лидеру сезона — столичному «Динамо». Судьба финальной серии решилась только в пятом матче в Москве, в котором удачливее оказались динамовки.
В межсезонье «Заречье-Одинцово» покинули Любовь Соколова, Ирина Жукова, Юлия Меркулова, Ксения Наумова и Анна Моисеенко. Пополнили состав команды олимпийская чемпионка бразильянка Паула, связующая сборной России Мария Жадан (перешедшая из белгородского «Университета-Технолога») и Анастасия Маркова, выступавшая в сезоне-2008/09 за новоуренгойский «Факел». Основные события сезона-2009/10, принёсшего «Заречью» вторую в истории победу в чемпионате России, вновь были связаны с противостоянием со столичным «Динамо». В декабре команда Вадима Панкова уступила динамовкам в финале Кубка России, зато в других турнирах была удачливее, выбив «Динамо» из розыгрыша Лиги чемпионов и выиграв при счёте 0—2 в финальной серии чемпионата три подряд матча.
Летом 2010 года «Заречью» не удалось сохранить чемпионский состав, полностью сменились нападающие: команду покинули лучший игрок предыдущего чемпионата Татьяна Кошелева, а также Ольга Фатеева и Паула, а новичками стали Анна Макарова, Ксения Наумова и немка Маргарета Козух. Либеро Светлана Крючкова перешла в московское «Динамо». По итогам предварительного этапа подопечные Вадима Панкова заняли 4-е место, а затем не смогли выиграть четвертьфинальную серию плей-офф у «Уралочки» и досрочно прекратили борьбу за медали. Обидным образом «Заречье» выбыло из Лиги чемпионов: на стадии раунда двенадцати в Одинцове была одержана уверенная победа со счётом 3:0 над швейцарским «Волеро», однако в ответном матче в Цюрихе соперницы не только взяли столь же убедительный реванш, но и выиграли «золотой» сет.
Летом 2011 года из «Заречья» ушла большая группа опытных игроков, среди которых были капитан команды Мария Жадан, игравшая в Одинцове с 2008 года блокирующая сборной Бразилии Валевска, нападающие Анна Макарова, Анастасия Маркова, Ксения Бондарь (Наумова) и Маргарета Козух. По словам Вадима Панкова, «Заречье» сознательно пошло на омоложение состава с целью подготовки молодых игроков для сборной России. С этого же года одноимённая молодёжная команда стала выступать в женской Молодёжной лиге. В сентябре 2013 года волейболистки «Заречья» Екатерина Панкова, Наталья Малых и Дарья Исаева, в межсезонье перешедшая в «Факел», в составе сборной России стали чемпионками Европы, а в 2014 году в главной команде страны дебютировали Анастасия Бавыкина и Ирина Фетисова. Несмотря на существовавшие финансовые трудности, «Заречье» стало крепким середняком российского чемпионата. В сезоне-2012/13 подопечные Вадима Панкова заняли третью позицию на предварительном этапе чемпионата и пятую по итогам всего первенства, завоевав право сыграть в Кубка вызова. В марте 2014 года, дважды переиграв в финале этого турнира турецкий «Бешикташ», «Заречье-Одинцово» выиграло первый в своей истории европейский трофей.
В чемпионате России-2014/15 «Заречье» заняло 4-е место, выбив в полуфинальной серии из борьбы за медали амбициозную «Омичку» и уступив в красивом и драматичном пятиматчевом противостоянии за бронзу «Уралочке»-НТМК. Выступавшие за подмосковную команду в этом сезоне центральная блокирующая Екатерина Ефимова и связующая Ольга Ефимова, которая заменила ушедшую в московское «Динамо» Екатерину Косьяненко (Панкову), летом 2015 года дебютировали в сборной России, а ещё четыре игрока — Ирина Воронкова, Анастасия Барчук, Анастасия Бавыкина и Екатерина Романенко — в составе студенческой сборной под руководством Вадима Панкова стали чемпионками Универсиады в Кванджу.
Перед началом сезона-2015/16 «Заречье-Одинцово» лишилось почти всех игроков основного состава. Команду покинули Наталья Малых, Анастасия Бавыкина, Ирина Фетисова, Екатерина Романенко, Ольга и Екатерина Ефимовы, но Вадим Панков в очередной раз за короткий срок создал боеспособный коллектив. В чемпионате России подмосковные волейболистки финишировали на 5-м месте, а в Кубке вызова дошли до полуфинала. Диагональная Дарья Малыгина и доигровщица Ирина Воронкова, ставшая третьей в списке самых результативных игроков национального первенства, вошли в состав сборной России и выступили на Олимпийских играх в Рио-де-Жанейро. В трёх послеолимпийских сезонах подмосковная команда, уже по традиции ежегодно заметно обновлявшая состав, занимала места в середине турнирной таблицы и в 1/4 финала уступала «Уралочке». В 2018—2019 годах Вадим Панков также работал главным тренером сборной России. Начиная с 2020 года, «Заречью-Одинцово» не удаётся выходить в плей-офф чемпионатов России, а в сезоне-2021/22 подмосковная команда вовсе заняла последнее место.
После сезона-2022/23 команду покинул почти весь тренерский штаб, включая главного тренера Вадима Панкова после 20 лет работы в клубе, а также ряд игроков основы: Полина Матвеева, Анастасия Шупенёва, Виктория Демидова, Олеся Иванова, Дарья Железко, Ксения Соколова. Новым главным тренером команды стал Андрей Ноздрин, ранее работавший в «Автомобилисте», а старшим тренером — бывшая волейболистка сборной России Ксения Бондарь. По ходу сезона 2023/24 Ноздрин покинул пост главного тренера, а команду возглавил Константин Сиденко, но улучшить результат предыдущего чемпионата (11-е место) не удалось. По окончании сезона клуб по традиции покинула половина основных игроков, а также снова сменился главный тренер, им стал бывший наставник московского «Динамо» Константин Ушаков. Под его руководством «Заречье-Одинцово» в сезоне-2024/25 стало бронзовым призёром чемпионата России, вернувшись на пьедестал спустя 15 лет. В четвертьфинальной серии подмосковные волейболистки оказались сильнее столичного «Динамо», в полуфинале уступили казанскому «Динамо-Ак Барсу», а в серии за третье место вырвали победу у «Ленинградки», отыгравшись со счёта 0—2 по матчам.

## Результаты выступлений

### Чемпионат России
| Сезон   | Лига                 | Место | И  | В  | П  | С/П     | Главный тренер                     |
| ------- | -------------------- | ----- | -- | -- | -- | ------- | ---------------------------------- |
| 1992/93 | Первая лига (III)    | 2-е   |    |    |    |         | Павел Матиенко                     |
| 1993/94 | Высшая лига «Б» (II) | 11-е  |    |    |    |         | Павел Матиенко                     |
| 1994/95 | Высшая лига «Б» (II) | 1-е   |    |    |    |         | Павел Матиенко                     |
| 1995/96 | Высшая лига «А» (II) | 2-е   |    |    |    |         | Павел Матиенко                     |
| 1996/97 | Суперлига (I)        | 11-е  | 28 | 9  | 19 | 50:65   | Павел Матиенко                     |
| 1996/97 | Переходный турнир    | 2-е   | 20 | 13 | 7  | 46:31   | Павел Матиенко                     |
| 1997/98 | Суперлига (I)        | 10-е  | 40 | 13 | 27 | 65:86   | Павел Матиенко                     |
| 1998/99 | Суперлига (I)        | 9-е   | 31 | 12 | 19 | 47:64   | Павел Матиенко                     |
| 1999/00 | Суперлига (I)        | 9-е   | 56 | 29 | 27 | 112:103 | Павел Матиенко                     |
| 2000/01 | Суперлига (I)        | 6-е   | 34 | 17 | 17 | 65:65   | Павел Матиенко                     |
| 2001/02 | Суперлига (I)        | 11-е  | 42 | 19 | 23 | 72:82   | Павел Матиенко                     |
| 2002/03 | Суперлига (I)        | 8-е   | 36 | 15 | 21 | 66:81   | Павел Матиенко                     |
| 2003/04 | Суперлига (I)        | 5-е   | 32 | 16 | 16 | 61:65   | Павел Матиенко                     |
| 2004/05 | Суперлига (I)        | 4-е   | 32 | 21 | 11 | 73:54   | Павел Матиенко                     |
| 2005/06 | Суперлига (I)        | 2-е   | 32 | 21 | 11 | 74:42   | Павел Матиенко                     |
| 2006/07 | Суперлига (I)        | 5-е   | 24 | 14 | 10 | 52:37   | Павел Матиенко, Вадим Панков       |
| 2007/08 | Суперлига (I)        | 1-е   | 18 | 17 | 1  | 52:8    | Вадим Панков                       |
| 2008/09 | Суперлига (I)        | 2-е   | 31 | 20 | 11 | 72:50   | Вадим Панков                       |
| 2009/10 | Суперлига (I)        | 1-е   | 35 | 27 | 8  | 84:45   | Вадим Панков                       |
| 2010/11 | Суперлига (I)        | 5-е   | 25 | 15 | 10 | 56:39   | Вадим Панков                       |
| 2011/12 | Суперлига (I)        | 6-е   | 28 | 12 | 16 | 55:56   | Вадим Панков                       |
| 2012/13 | Суперлига (I)        | 5-е   | 24 | 16 | 8  | 55:37   | Вадим Панков                       |
| 2013/14 | Суперлига (I)        | 6-е   | 22 | 10 | 12 | 38:48   | Вадим Панков                       |
| 2014/15 | Суперлига (I)        | 4-е   | 27 | 16 | 11 | 58:50   | Вадим Панков                       |
| 2015/16 | Суперлига (I)        | 5-е   | 20 | 11 | 9  | 37:34   | Вадим Панков                       |
| 2016/17 | Суперлига (I)        | 6-е   | 26 | 12 | 14 | 48:56   | Вадим Панков                       |
| 2017/18 | Суперлига (I)        | 5-е   | 26 | 14 | 12 | 50:51   | Вадим Панков                       |
| 2018/19 | Суперлига (I)        | 6-е   | 29 | 14 | 15 | 52:56   | Вадим Панков                       |
| 2019/20 | Суперлига (I)        | 9-е   | 16 | 5  | 11 | 22:37   | Вадим Панков                       |
| 2020/21 | Суперлига (I)        | 13-е  | 29 | 6  | 23 | 30:77   | Вадим Панков                       |
| 2021/22 | Суперлига (I)        | 14-е  | 31 | 3  | 28 | 21:88   | Вадим Панков                       |
| 2022/23 | Суперлига (I)        | 11-е  | 29 | 9  | 20 | 38:71   | Вадим Панков                       |
| 2023/24 | Суперлига (I)        | 11-е  | 31 | 8  | 23 | 39:78   | Андрей Ноздрин, Константин Сиденко |
| 2024/25 | Суперлига (I)        | 3-е   | 37 | 21 | 16 | 80:66   | Константин Ушаков                  |

### Еврокубки
| Сезон   | Результат                       | И  | В  | П | С/П   | Главный тренер |
| ------- | ------------------------------- | -- | -- | - | ----- | -------------- |
| 2005/06 | 1/4 финала Кубка CEV            | 7  | 5  | 2 | 19:10 | Павел Матиенко |
| 2006/07 | 2-е место в Кубке CEV           | 6  | 5  | 1 | 15:4  | Вадим Панков   |
| 2007/08 | 2-е место в Лиге чемпионов      | 12 | 10 | 2 | 33:14 | Вадим Панков   |
| 2008/09 | раунд двенадцати Лиги чемпионов | 8  | 3  | 5 | 13:18 | Вадим Панков   |
| 2009/10 | раунд шести Лиги чемпионов      | 10 | 4  | 6 | 17:20 | Вадим Панков   |
| 2010/11 | раунд двенадцати Лиги чемпионов | 8  | 4  | 4 | 16:18 | Вадим Панков   |
| 2013/14 | 1-е место в Кубке вызова        | 10 | 10 | 0 | 30:6  | Вадим Панков   |
| 2015/16 | 1/2 финала Кубка вызова         | 8  | 6  | 2 | 20:9  | Вадим Панков   |

## Достижения
- 2-кратный чемпион России — 2007/08, 2009/10.
- Серебряный призёр чемпионата России — 2005/06, 2008/09.
- Бронзовый призёр чемпионата России — 2024/25.
- 6-кратный победитель Кубка России — 1995, 2002, 2003, 2004, 2006, 2007.
- 2-кратный серебряный призёр Кубка России — 1996, 2009.
- 3-кратный бронзовый призёр Кубка России — 2008, 2010, 2025.
- Обладатель Кубка вызова — 2013/14.
- Финалист Кубка Европейской конфедерации волейбола — 2006/07.
- Финалист Лиги чемпионов — 2007/08.

## Чемпионки России в составе «Заречья»
- 2007/08: Татьяна Горшкова, Ирина Жукова, Татьяна Кошелева, Светлана Крючкова, Елена Лисовская, Анна Матиенко, Юлия Меркулова, Екатерина Панкова, Жанна Проничева, Валерия Пушненкова, Наталья Сафронова, Любовь Соколова, Ольга Фатеева.
- 2009/10: Екатерина Богачёва, Валевска, Мария Жадан, Татьяна Кошелева, Светлана Крючкова, Елена Лисовская, Анастасия Маркова, Екатерина Панкова, Паула, Инна Раздобарина, Дарья Столярова, Ольга Фатеева, Анастасия Шмелёва.

## Сезон-2024/25

### Переходы
- Пришли: главный тренер Константин Ушаков («Динамо» Москва), связующие Эва Павлович («Куаныш», Казахстан) и Виктория Буркова («Волеро Ле-Канне», Франция), доигровщицы Ольга Бирюкова («Динамо-Метар») и Алина Богданова («Спарта»), центральные блокирующие Мина Попович («Локомотив»), Анастасия Жаброва («Динамо» Москва) и Ульяна Ермолаева («Спарта»), либеро Светлана Масалёва («Динамо» Краснодар).
- Ушли: главный тренер Константин Сиденко («Зенит» Казань, тренер), связующие Дарья Рысева («Динамо» Краснодар) и Мила Володина, доигровщицы Инна Крук (обе — «Протон») и Ангелина Емелина («Спарта»), центральные блокирующие Елена Лозюк («Муром») и Анастасия Светник («Ленинградка»), либеро Александра Верная («Атом-Курск»).
- Дозаявлены: Юлия Максимова («Ленинградка»), Юлия Бровкина («Локомотив»).

### Состав команды
| №  | Имя                     | Год рождения | Рост | Амплуа       | Гражданство |
| -- | ----------------------- | ------------ | ---- | ------------ | ----------- |
| 1  | Виктория Ганиева        | 1996         | 170  | либеро       | Беларусь    |
| 3  | Виктория Буркова        | 2001         | 194  | связующая    | Россия      |
| 4  | Мария Бугаева           | 2005         | 188  | блокирующая  | Россия      |
| 5  | Анастасия Стальная      | 1998         | 192  | доигровщица  | Россия      |
| 7  | Мария-Николь Дворникова | 2007         | 187  | доигровщица  | Россия      |
| 8  | Ульяна Ермолаева        | 1999         | 185  | блокирующая  | Россия      |
| 9  | Светлана Масалёва       | 1999         | 172  | либеро       | Россия      |
| 10 | Ксения Дьяченко         | 2001         | 188  | блокирующая  | Россия      |
| 12 | Эва Павлович-Мори       | 1996         | 187  | связующая    | Словения    |
| 13 | Мария Халецкая          | 1994         | 195  | диагональная | Россия      |
| 15 | Алина Богданова         | 2001         | 182  | доигровщица  | Россия      |
| 16 | Мина Попович            | 1994         | 187  | блокирующая  | Сербия      |
| 17 | Анастасия Жаброва       | 2004         | 189  | блокирующая  | Россия      |
| 18 | Валерия Козлова         | 2005         | 208  | диагональная | Россия      |
| 19 | Ольга Бирюкова          | 1994         | 194  | доигровщица  | Россия      |
| 24 | Юлия Максимова          | 1997         | 183  | диагональная | Россия      |
| 25 | Юлия Бровкина           | 2001         | 197  | блокирующая  | Россия      |

- Главный тренер — Константин Ушаков.
- Старший тренер — Алексей Гатин.
- Тренеры — Сергей Багрей, Аркадий Козлов.
- Начальник команды — Сергей Гранкин.

## Молодёжная команда
Молодёжная команда «Заречье-Одинцово» (в 2015—2020 — «Подмосковье») — трёхкратный бронзовый призёр чемпионатов Молодёжной лиги (2012/13, 2016/17, 2021/22), серебряный призёр Кубка Молодёжной лиги (осень 2017). Главный тренер команды — Борис Якимушкин.

## Арена
Одинцовский спортивно-зрелищный комплекс (вместимость зала — 3250 мест).
Адрес: Московская область, Одинцово, улица Маршала Жукова, 22.